# Paul Max
Pour les articles homonymes, voir Max.
Paul Max, né à Alger le 10 septembre 1884 et mort à Bruxelles le 6 septembre 1945, est un poète, parolier, journaliste, écrivain et directeur de théâtre belge. Il est l'auteur de plusieurs romans policiers, d'une cinquantaine de pièces : opéras, ballets, comédies et revues et d'environ 350 compositions dont certaines sont des succès populaires, comme Barcelona et Dans mon cœur. Il a signé une œuvre sous le pseudonyme de M. A. Hychx.

## Biographie
Paul Marie Jean Max est né le 10 septembre 1884 à Alger où son père Adolphe Max (1834-1912) est consul général de Belgique avec juridiction sur la Tunisie. Sa mère est Marie Steliani Florot (1849-1918),. Adolphe Max est ensuite Consul général à Séville, passe à Bilbao et Tunis et termine sa carrière à Madrid en tant que consul général en Espagne. Il prend sa retraite en 1899 et décède le 18 août 1912 à Bruxelles, 12 rue Breydel. Suivant les affectations de son père, Paul Max grandit en Espagne et en Tunisie et passe de longues périodes en internat. Il fréquente le lycée de Pau, le lycée Carnot de Tunis puis l’École française de Madrid et finit sa scolarité à l'Institut Saint-Louis à Bruxelles,.  
Après le décès de son père, Paul Max vit avec sa mère au 2 boulevard Charlemagne où il rédige son journal de guerre. Sa mère décède le 30 décembre 1918. Paul Max épouse en janvier 1929, Marie-Louise Van Emelen, une actrice dont le nom de théâtre est Primevère. René Magritte fait son portait pour une affiche. Leur fils Georges Max naît le 11 juillet 1929 à Etterbeek,.  
Après ses études secondaires, Paul Max entre à la Chronique et écrit des critiques musicales dans le Petit Bleu, où son cousin, le futur bourgmestre Adolphe Max écrit la critique dramatique.  
En 1908, il écrit alors son premier ballet, Le Maitre à danser, en collaboration avec le chorégraphe François Ambrosiny sur une musique de François Rasse (1873-1955). Paul Max compose par la suite quarante-quatre pièces : opéras, opérettes, ballets, comédies et revues qui sont jouées sur les plus grandes scènes, de La Monnaie à l'Olympia, l'Alcazar, les Folies Bergères à La Scala, parmi d'autres. Il fait aussi jouer au Théâtre royal de Madrid la pièce La virgen de Mayo sur une musique de Federico Moreno Torroba (1891-1982).   
Il écrit, entre autres, les paroles de l'opérette l'Hercule de Falaise, Toujours, poème sur une musique de Jules Massenet ou encore, l’Éventail sur une musique de Paul Magritte, le frère de René Magritte, créé par Primevère, l'épouse de Paul Max.   
Rédacteur à L'Étoile belge et à la revue littéraire Demain, il amorce en parallèle une carrière de dramaturge et de romancier à partir de 1913. 
Il publie une première série romanesque en 1912 chez Fasquelle. Son roman Volcar le Terrible paraît la même année en feuilleton dans la Chronique. L'action de ses romans se passe souvent en Espagne. Leur ton mélodramatique et teinté de sensualité, lui vaut d'être qualifié de licencieux par Lionel Renieu.

### Journal de guerre
Paul Max passe les quatre années de la Première Guerre mondiale à Bruxelles. Au chômage, il tient un journal dans lequel il chronique la vie quotidienne à Bruxelles entre 1914 et 1918. Il y rapporte les détails de la vie quotidienne, des réflexions générales sur la guerre et l'accompagne d'un grand nombre de coupures de presse. Il s'évertue aussi à rétablir les faits pour contrer les rumeurs qu'on colporte Ce journal de guerre sera remis en 1920 aux Archives de la ville de Bruxelles, qui le publieront à titre posthume en 2006.
En 1937, il aborde le roman policier en développant une courte nouvelle parue en anglais à Londres, sous le pseudonyme A.M. Hychx, sous le titre A Night in Greek Street qui devient le roman Début dans la police. Y apparaît l’amusant personnage de l’écossais Mac Tiddle, devenu détective après avoir fait fortune dans l’industrie de la chaussette.
Pendant la Deuxième Guerre mondiale, Paul Max signe sous son patronyme des romans exotiques et d’aventures, souvent situés en Espagne, et poursuit la publication des aventures de Mac Tiddle dans diverses collections populaires. Dans L’Assassinat du toréro (1941), Mac Tiddle enquête sur un soi-disant accident qui a coûté la vie à un toréro dans l’arène. L'intrigue de La Poupée chinoise (1942) propose une habile énigme en chambre close. 
Il dirige le Palais d'été et finit sa carrière en qualité de secrétaire de presse du Théâtre royal de la Monnaie.

## Œuvre

### Œuvres musicales
- Coucou ! La grand'mère et la petite fille : valse imitattive, 1920 (parolier) Lire en ligne
- Pouet ! pouet ! : le triomphe de Milton dans l'opérette "Elle est à vous" au théâtre des Nouveautés, 1929 Lire en ligne
- Ce que fait l'argent, chanson (parolier), 1880

### Romans

#### Série policièreMac Tiddle
- Début dans la police, Paris, Librairie des Champs-Élysées, coll. « Le Masque » no 233, 1937 (roman signé M. A. Hychx)
- O'Byron s’est évadé, Paris, A. Beirnaerdt, coll. « Le Jury » no 3, 1940
- L’Assassinat du toréro, Paris, A. Beirnaerdt, coll. « Le Jury » no 12, 1941
- Le Crime de la vieille fille, Bruxelles, Éditions Gilbert Jourdevant, coll. « Thémis » no 2,1941
- Le Meurtre d’Hilldrop Crescent, Paris, Dupuis, coll. « Bibliothèque jaune » no 52, 1941
- La Poupée chinoise, Paris/Bruxelles, Éditions de l’Essor, coll. « Romans policiers » no 2, 1943
- Crime à la jonction, Paris/Bruxelles, Éditions de l’Essor, coll. « Romans policiers », 1943
- Deux enquêtes de Mac Tiddle, Paris, Dupuis, coll. « Bibliothèque jaune » no 60, 1943
- L’Homme de Durango, Liège, Éditions Chagor, coll. « Modern Policiers » no 4, 1944
- Mexico, Paris, Fayard, 1945 (publication posthume d’une version développée de L’Assassinat du toréro)

#### Autres romans
- Volcar le terrible, Paris, Figuière, 1913
- Neige maculée, Paris, Fasquelle, 1923
- L’Écorcheuse (la Desolladora) : histoire d’un fille de Cadix, Paris, Fasquelle, 1925
- Don Benito, assassin, Paris, Fasquelle, 1926
- Fleur de grenade, Paris, Fasquelle, 1936
- L’Arbre de Guernica, Bruxelles, Les Auteurs associés, coll. « Littérature de ce temps » no 4, 1942
- L’Andalouse de Goya, Bruxelles, Les Auteurs associés, coll. « Littérature de ce temps » no 8, 1943
- Sol y Sombra, Bruxelles, Les Auteurs associés, coll. « Littérature de ce temps » no 11, 1943

### Théâtre
- La Lettre à Pierrette, Bruxelles, Éditions de la Belgique artistique et littéraire, 1907
- Papillon d’amour, Bruxelles, Éditions de la Belgique artistique et littéraire, 1910
- Sous la drache, Bruxelles, Éditions gauloises, 1922

### Journal
- Benoît Majerus et Sven Soupart (éds.), Journal de guerre de Paul Max : notes d’un Bruxellois pendant l’occupation, Bruxelles, Archives de la ville de Bruxelles, 2006

### Autre
- Les Drapeaux français, histoire des couleurs nationales, ill. de Phillippoteaux, Paris, Roy, 1880 Lire en ligne

## Sources
- Jacques Baudou et Jean-Jacques Schleret, Le Vrai Visage du Masque, vol. 1, Paris, Futuropolis, 1984, 476 p. (OCLC 311506692), « M. A. Hychx », p. 254-255.
- Claude Mesplède, Dictionnaire des littératures policières, vol. 2 : J - Z, Nantes, Joseph K, 2007, 1087 p. (ISBN 978-2-910686-45-1, OCLC 315873361), p. 338-339.